# 西尾市立吉田小学校
西尾市立吉田小学校（にしおしりつ よしだしょうがっこう）は、愛知県西尾市吉良町吉田にある公立小学校。

## 校区
- 吉良町吉田、吉良町、吉良町乙川、吉良町大島、吉良町横須賀（一部）が校区である。公立中学校に進む場合は西尾市立吉良中学校に進学する[1]。
- 旧・幡豆郡吉良町西部の小学校である。

## 沿革

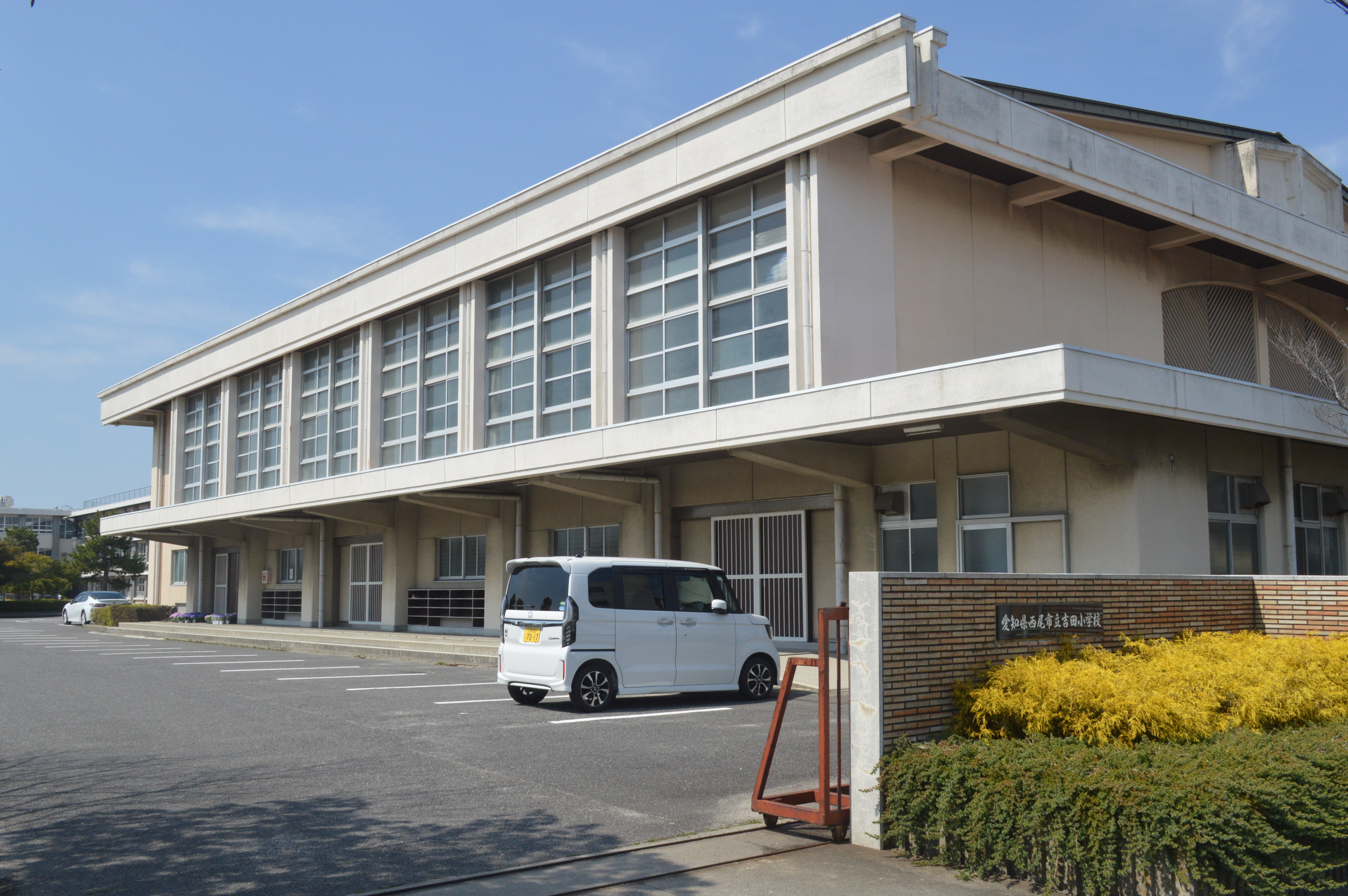
体育館

- 1872年（明治5年）8月 - 幡豆郡吉田村の正覚寺[注釈 1]に郷学校として吉田郷学校が開校する。
- 1873年（明治6年）3月 - 吉田義校に改称する。
- 1876年（明治9年）5月 - 吉田学校に改称する。
- 1889年（明治22年）10月1日 - 吉田村と大島村が合併し、吉田村が発足する。
- 1892年（明治25年）10月 - 吉田尋常小学校に改称する。
- 1894年（明治27年）4月 - 現在地に校舎が完成し、移転する。
- 1906年（明治39年）
  - 5月1日 - 吉田村、保定村、宮崎村が合併し、吉田村となる。
  - 10月 - 吉田第一尋常小学校に改称する。吉田高等小学校を併設する。
- 1924年（大正13年）1月1日 - 町制施行し、吉田町となる。
- 1941年（昭和16年）4月1日 - 吉田国民学校に改称する。
- 1944年（昭和19年）8月 - 名古屋市立江西国民学校の児童が学童疎開する。
- 1945年（昭和20年）1月13日 - 三河地震により、校舎の1棟が倒壊する。
- 1947年（昭和22年）4月1日 - 吉田町立吉田小学校に改称する。隣接地に吉田中学校が開校する。
- 1955年（昭和30年）3月10日 - 吉田町と横須賀村が合併し、吉良町が発足。同時に吉良町立吉田小学校に改称する。
- 1957年（昭和32年）4月 - 体育館（吉田中学校と共用）が完成する。
- 1958年（昭和33年）4月 - 校区の一部が吉良町立白浜小学校に移る。
- 1968年（昭和43年）4月 - 吉良中学校の統合校舎完成により、吉良中学校吉田分教場（旧・吉田中学校）校舎を吉田小学校校舎として使用する。
- 1978年（昭和53年）10月 - 新校舎（鉄筋コンクリート造）が完成する。
- 1980年（昭和55年）7月 - プールが完成する。
- 1987年（昭和62年）3月 - 新体育館が完成する。
- 1999年（平成11年）6月 - 特別教室棟が完成する。
- 2011年（平成23年）4月1日 - 幡豆町が西尾市に編入される。同時に西尾市立吉田小学校に改称する。

## 交通アクセス
- 名鉄西尾線・蒲郡線吉良吉田駅下車、徒歩約5分。

## 周辺施設
- 愛知県立吉良高等学校
- 西尾市立荻原小学校
- 西尾市立白浜小学校
- 吉田保育園
- 西尾市役所吉良支所
- 西尾市消防署吉良分署
- ユニー吉良店
- DCM吉良店
- 岡崎信用金庫吉良支店
- 宝珠院
- 名鉄西尾線・蒲郡線吉良吉田駅